# Akrotírio Kormakítis
Akrotírio Kormakítis är en udde i Cypern.   Den ligger i distriktet Eparchía Kerýneias, i den norra delen av landet, 50 km nordväst om huvudstaden Nicosia. Akrotírio Kormakítis ligger på ön Cypern.
Terrängen inåt land är huvudsakligen platt, men åt sydost är den kuperad. Havet är nära Akrotírio Kormakítis åt nordväst.Trakten runt Akrotírio Kormakítis är ganska glesbefolkad, med 25 invånare per kvadratkilometer. Närmaste större samhälle är Diórios, 16,2 km sydost om Akrotírio Kormakítis. 